# Spoorlijn aansluiting Kaiserberg - aansluiting Ruhrtal
De spoorlijn aansluiting Kaiserberg - aansluiting Ruhrtal was een Duitse spoorlijn en was als spoorlijn 2318 onder beheer van DB Netze.

## Geschiedenis
Het traject werd door de Preußische Staatseisenbahnen geopend op 1 oktober 1912. De lijn diende om een ongelijkvloerse kruising te realiseren vanuit station Duisburg Hafen richting station Oberhausen West. In 1948 is het vervoer stilgelegd en thans bestaat alleen nog de spoorlijn aansluiting Sigle - Duisburg Hafen als verbinding richting Oberhausen West.

## Aansluitingen
In de volgende plaatsen is of was er een aansluiting op de volgende spoorlijnen:
Duisburg Hafen
DB 1, spoorlijn tussen Duisburg Hauptbahnhof en Duisburg Innenhafen Süd
DB 4, spoorlijn tussen Duisburg West Hafen en Innenhafen Nord
DB 2184, spoorlijn tussen Mülheim-Styrum en Duisburg
DB 2316, spoorlijn tussen de aansluiting Sigle en Duisburg Hafen
aansluiting Kaiserberg
DB 2184, spoorlijn tussen Mülheim-Styrum en Duisburg
DB 2319, spoorlijn tussen de aansluiting Duissern en de aansluiting Kaiserberg
aansluiting Ruhrtal
DB 2307, spoorlijn tussen de aansluiting Ruhrtal en Duisburg-Ruhrort Hafen
DB 2320, spoorlijn tussen Duisburg-Wedau en Oberhausen-Osterfeld Süd
DB 2321, spoorlijn tussen Duisburg-Wedau en Oberhausen West